# Boreodromia
Boreodromia is een geslacht van insecten uit de familie van de dansvliegen (Empididae), die tot de orde tweevleugeligen (Diptera) behoort.

## Soort
- B. bicolor (Loew, 1863)